# Acontista brevipennis
Acontista brevipennis es una especie de mantis del género Acontista, perteneciente a la familia de insecto Acanthopidae.